# Alonso Duralde

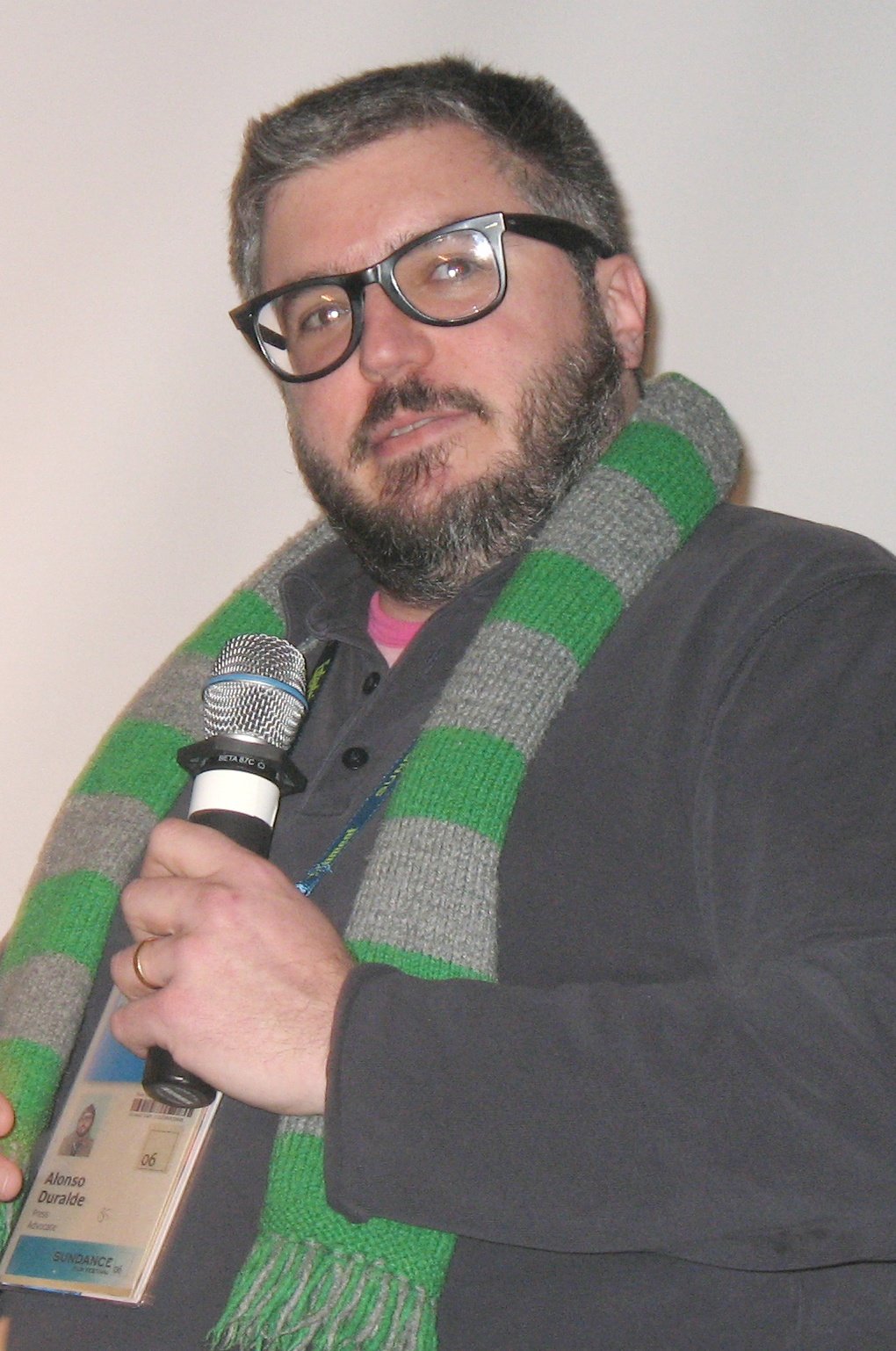
Duralde tại Liên hoan phim Sundance 2006.

Alonso Duralde (sinh ngày 18 tháng 5 năm 1967) là nhà phê bình điện ảnh, nhà văn và người dẫn podcast người Mỹ. Anh là cây viết và cũng là biên tập viên cho The Film Verdict, The Wrap, The Advocate và MSNBC.com.

## Tiểu sử
Duralde sinh ra ở East Point, Georgia, là con út trong gia đình bảy người con của những người nhập cư Tây Ban Nha. Anh theo học tại Đại học Vanderbilt và hiện đang sinh sống ở West Hollywood, California cùng chồng – cây bút kiêm và nhà phê bình điện ảnh Dave White. Cả hai cùng nhau dẫn một loạt podcast lấy tựa đề Linoleum Knife từ cuối thập niên 2010. Anh ấy lớn lên theo Công giáo, nhưng hiện được xác định là một người vô thần. Tháng 1 năm 2010, Duralde là thí sinh của cuộc thi Jeopardy!.

## Sự nghiệp
Duralde là giám đốc nghệ thuật tại Liên hoan phim Hoa Kỳ/Dallas trong 5 năm. Anh cũng là cựu biên tập viên nghệ thuật và giải trí của tạp chí đồng tính quốc gia The Advocate. Năm 2007, anh đảm nhiệm vai trò nhà phê bình phim cho MSNBC.com, và vào năm 2009, các bài phê bình của anh bắt đầu xuất hiện thường xuyên trên The Rotten Tomatoes Show. Duralde là thành viên của Hiệp hội phê bình phim Los Angeles và Hiệp hội phê bình phim quốc gia. Các bài viết của anh đã xuất hiện trên The Village Voice, Movieline và Detour.
Từ năm 2011 đến năm 2023, Duralde là nhà phê bình phim cao cấp của TheWrap, trang này cũng đã cung cấp các bài đánh giá của anh cho hãng thông tấn Reuters. Anh cũng tham gia vai trò dẫn chương trình cho loạt What the Flick?! của kênh TYT Network cùng với Ben Mankiewicz của Turner Classic Movies, Christy Lemire của The Associated Press và Matt Atchity của Rotten Tomatoes. Sau khi What the Flick?! bị hủy bỏ, anh và Lemire bắt đầu tổ chức podcast điện ảnh Breakfast All Day. Năm 2023, Duralde gia nhập trang web The Film Verdict với vai trò trưởng ban nhà phê bình phim điện ảnh Hoa Kỳ.

## Phim điện ảnh của năm
- 2011: Weekend
- 2012: How to Survive a Plague
- 2013: Frances Ha
- 2014: Thời thơ ấu
- 2015: Max điên: Con đường tử thần
- 2016: Moonlight
- 2017: Call Me by Your Name
- 2018: Paddington 2
- 2019: Những người phụ nữ bé nhỏ[9]
- 2020: Collective[10]
- 2021: Licorice Pizza[11]
- 2022: RRR[12]
- 2023: Poor Things

## Sự nghiệp văn học
- 101 Must-See Movies for Gay Men. New York: Alyson Books. 2005. ISBN 9781555838669.
- Have Yourself a Movie Little Christmas. Lanham, Maryland: Limelight Editions. 2010. ISBN 9780879103767.
- Gray, Brandon; Thompson, Daniel; Pandolph, Daniel; Duralde, Alonso (2021). I'll Be Home for Christmas Movies: The Deck the Hallmark Podcast's Guide to Your Holiday TV Obsession. Running Press. ISBN 9780762499359.